# سافتمپ
سافتمپ (انگلیسی: Sofmap) شرکت خرده‌فروشی ژاپنی است، که در سال ۱۹۸۲ توسط کی سوزوکی تأسیس شد.